# Telebasis sanguinalis
Telebasis sanguinalis är en trollsländeart som beskrevs av Philip Powell Calvert 1909. Telebasis sanguinalis ingår i släktet Telebasis och familjen dammflicksländor. Inga underarter finns listade i Catalogue of Life.